# Janvier 1978

## Événements
- À la fin janvier, une amnistie totale est déclarée en Bolivie. Le président Banzer compte ainsi gagner les élections.
- 1er janvier : le Boeing 747 effectuant le Vol Air India 855 s'écrase moins de deux minutes après son décollage de Bombay en mer d'Arabie. Les 213 personnes à bord sont mortes[1]. .
- 7 janvier : Après que le quotidien Ettela'at a publié un article notoirement diffamatoire envers la personne de l'ayatollah Khomeini (l'accusant d'avoir été un espion britannique, un débauché et un poète érotique soufi), écrit sous pseudonyme par un agent du gouvernement d'Amouzegar, les bazaars et séminaires religieux de la ville sainte de Qom ferment pour demander des excuses. Par ailleurs, quatre-mille étudiants en théologie, ainsi que des personnes sympathiques à leur cause, prennent d'assaut les rues de la ville aux cris de « Nous ne voulons pas du gouvernement de Yazid », « Nous voulons notre constitution » et « Nous exigeons le retour de l'ayatollah Khomeini ». S'ensuivent des affrontements avec la police qui font 2 morts selon les chiffres gouvernementaux ou 70 morts et plus de 500 blessés selon ceux de l'opposition[2].
- 10 janvier : assassinat d'un des principaux dirigeants de l’opposition au Nicaragua, Pedro Joaquín Chamorro Cardenal, directeur du journal La Prensa.
- 15 janvier :
  - nouvelle Constitution en Équateur approuvée par référendum[3].
  - Formule 1 : Grand Prix automobile d'Argentine.
- 19 janvier :
  - Jimmy Carter présente un projet de budget en déficit de 66 milliards de dollars au début 1978 qu’il corrige trois mois plus tard en proposant aux syndicats et aux hommes d’affaires des plafonds volontaires sur les hausses des prix et des salaires. La politique de Carter encourage les créations d’emplois (10 millions d’emplois créés de 1976 à 1980) mais est une provocation pour les alliés qui continuent à imposer des programmes d’austérité et tolèrent de moins en moins la chute du dollar et les pressions inflationnistes qui en résultent. Dès novembre, l’Administration décrète des mesures (hausse des taux d’intérêts) pour empêcher le dollar de s’effondrer[4].
  - La 16 500 000e et dernière « Coccinelle » sort des usines Volkswagen de Wolfsbourg en Allemagne.
- 21 janvier : l'Algérie nationalise cinq sociétés pétrolières françaises.
- Lundi 23 janvier :
  - Le baron Édouard-Jean Empain est enlevé à la sortie de son domicile. C'est le début de l'affaire Empain.
  - second gouvernement constitutionnel de Mário Soares au Portugal.
- 24 janvier : le satellite espion soviétique Cosmos 954 s'écrase sur les Territoires du Nord-Ouest au Canada.
- 25 janvier : début du conflit du Beagle entre le Chili et l'Argentine. La guerre est évitée par la médiation du Saint-Siège (fin le 9 janvier 1979).
- 26 janvier : Jeudi noir en Tunisie.
- 27 janvier : allocution de Valéry Giscard d'Estaing en vue des élections législatives[5].
- 28 janvier, (Rallye automobile) : arrivée du Rallye de Monte-Carlo.
- 29 janvier, (Formule 1) : Grand Prix automobile du Brésil.

## Naissances
- 1er janvier : 
  - Agitu Gudeta, Éthiopienne émigrée en Italie († 29 décembre 2020).
  - Anana Harouna, chanteur et guitariste nigérien.
- 5 janvier : 
  - Jaike Belfor, actrice néerlandaise.
  - America Olivo, actrice, un model Playboy et une chanteuse américaine, ancienne membre du groupe latino-américain Soluna.
  - January Jones, actrice américaine.
- 7 janvier : Emilio Palma à la base argentine de l'Antarctique, première sur ce continent.
- 8 janvier : Thione Niang, militant politique sénégalais et américain.
- 9 janvier : A.J. McLean, chanteur américain.
- 10 janvier : 
  - Ingrid Bisa, femme politique italienne.
  - Ali Kamel Sid El Hadj, footballeur algérien.
- 12 janvier : Kim Sa-rang, actrice sud-coréenne.
- 13 janvier : Laura Wyld, femme politique britannique.
- 18 janvier : Wandee Kameaim, haltérophile thaïlandaise.
- 19 janvier : Laura Närhi, chanteuse finlandaise.
- 20 janvier :
  - Sid Wilson, DJ américain, membre du groupe Slipknot.
  - Omar Sy, acteur et humoriste français.
- 21 janvier : Sacha Judaszko, acteur, humoriste français et chauffeur de salle.
- 23 janvier : Wallen, chanteuse de R'n'B franco-marocaine.
- 25 janvier : 
  - Charlène Wittstock, femme du prince souverain Albert II de Monaco.
  - Volodymyr Zelensky, acteur cinéaste et homme politique ukrainien.
- 28 janvier : 
  - Papa Bouba Diop, footballeur sénégalais († 29 novembre 2020).
  - Atef Saadi, footballeur algérien.
- 29 janvier : Tania Bruna-Rosso, animatrice de radio et de télévision française.
- 31 janvier : Ibolya Oláh, chanteuse hongroise.

## Décès
- 2 janvier : Jules Merle, peintre français (° 1er juin 1883).
- 8 janvier : André François-Poncet, diplomate français.
- 13 janvier :
  - Maurice Carême, écrivain et poète belge (° 12 mai 1899).
  - Germain Derijcke, coureur cycliste belge (° 2 novembre 1929).
- 14 janvier : Kurt Gödel, logicien autrichien.
- 27 janvier : Marguerite Canal, musicienne, compositrice et cheffe d'orchestre française (° 29 janvier 1890).